# Booligal
Booligal är en ort i Australien. Den ligger i kommunen Hay och delstaten New South Wales, i den sydöstra delen av landet, omkring 580 kilometer väster om delstatshuvudstaden Sydney. Antalet invånare är 224.
Trakten runt Booligal är nära nog obefolkad, med mindre än två invånare per kvadratkilometer..
Omgivningarna runt Booligal är i huvudsak ett öppet busklandskap. Genomsnittlig årsnederbörd är 380 millimeter. Den regnigaste månaden är februari, med i genomsnitt 93 mm nederbörd, och den torraste är oktober, med 2 mm nederbörd.